# Domenico Maria Fratta
Domenico Maria Fratta (Bologna, 18 maart 1696 - aldaar, 10 augustus 1763) was een Italiaanse schilder en graveur, actief in zijn geboortestad Bologna.

## Biografie
Fratta studeerde bij Giovanni Maria Viani, Carlo Rambaldi en Donato Creti. Hij verliet de schilderkunst en wijdde zich geheel aan de graveerkunst, waarin hij grote bekendheid verwierf. Hij was lid van de Accademia Clementina.
Een tiental tekeningen van Fratta zijn gebruikt voor de uitgave van Tombeaux des princes et des grands capitaines et autres hommes illustres qui ont fleuri dans la Grande Bretagne vers la fin du XVIIe et le commencement du XVIIIe (Tombeaux des Princes). Een uitgave van gravures en een project van de Ierse impresario en kunsthandelaar Owen McSwiny, die nooit volledig zou worden gepubliceerd. De tekeningen van Fratta diende als model voor de graveurs, twee van deze tekeningen zijn in het bezit van de National Gallery of Art in Washington D.C..

## Galerij

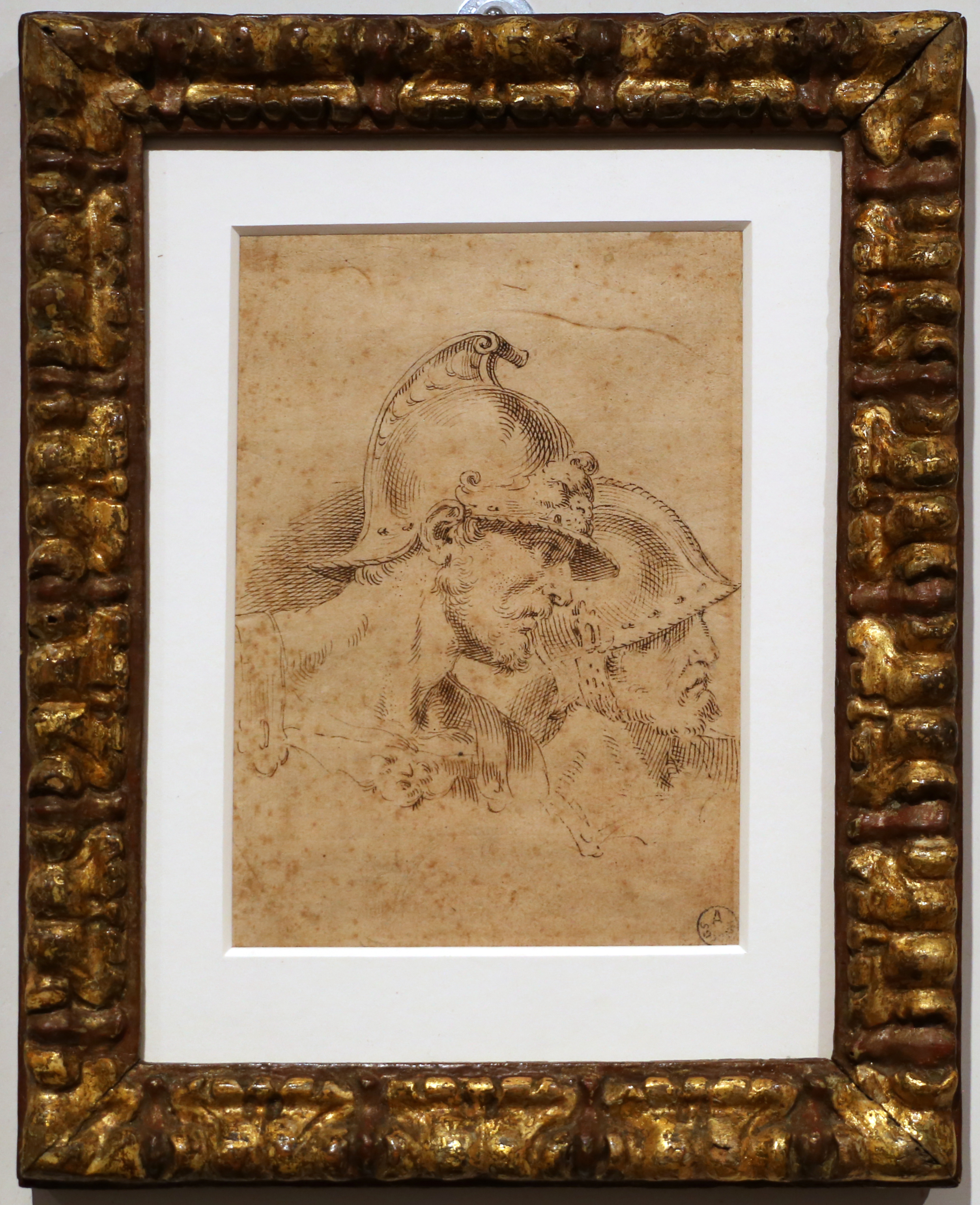
Twee soldaten (ca. 1720-50)
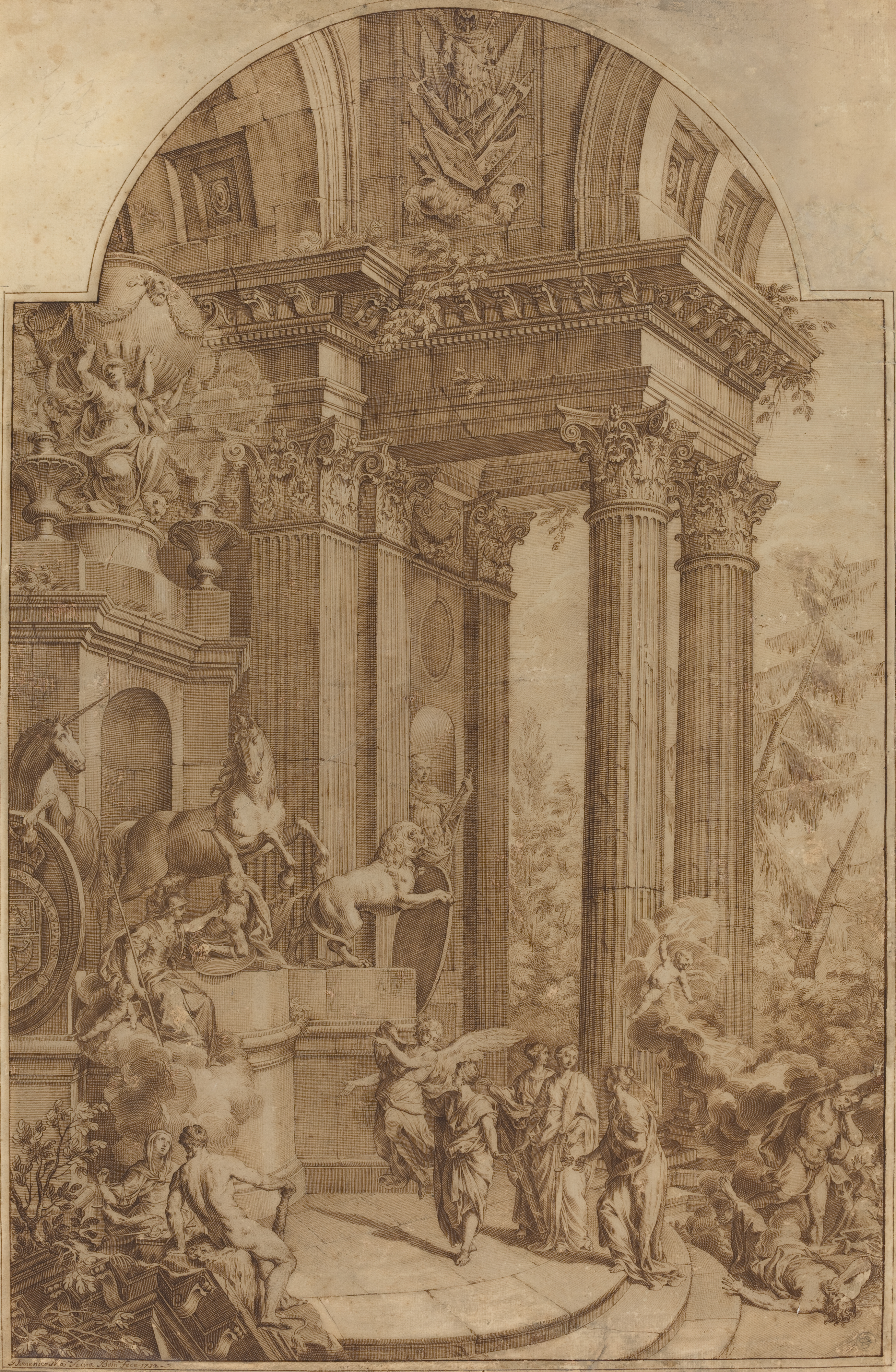
Monument voor Koning George I (1732)
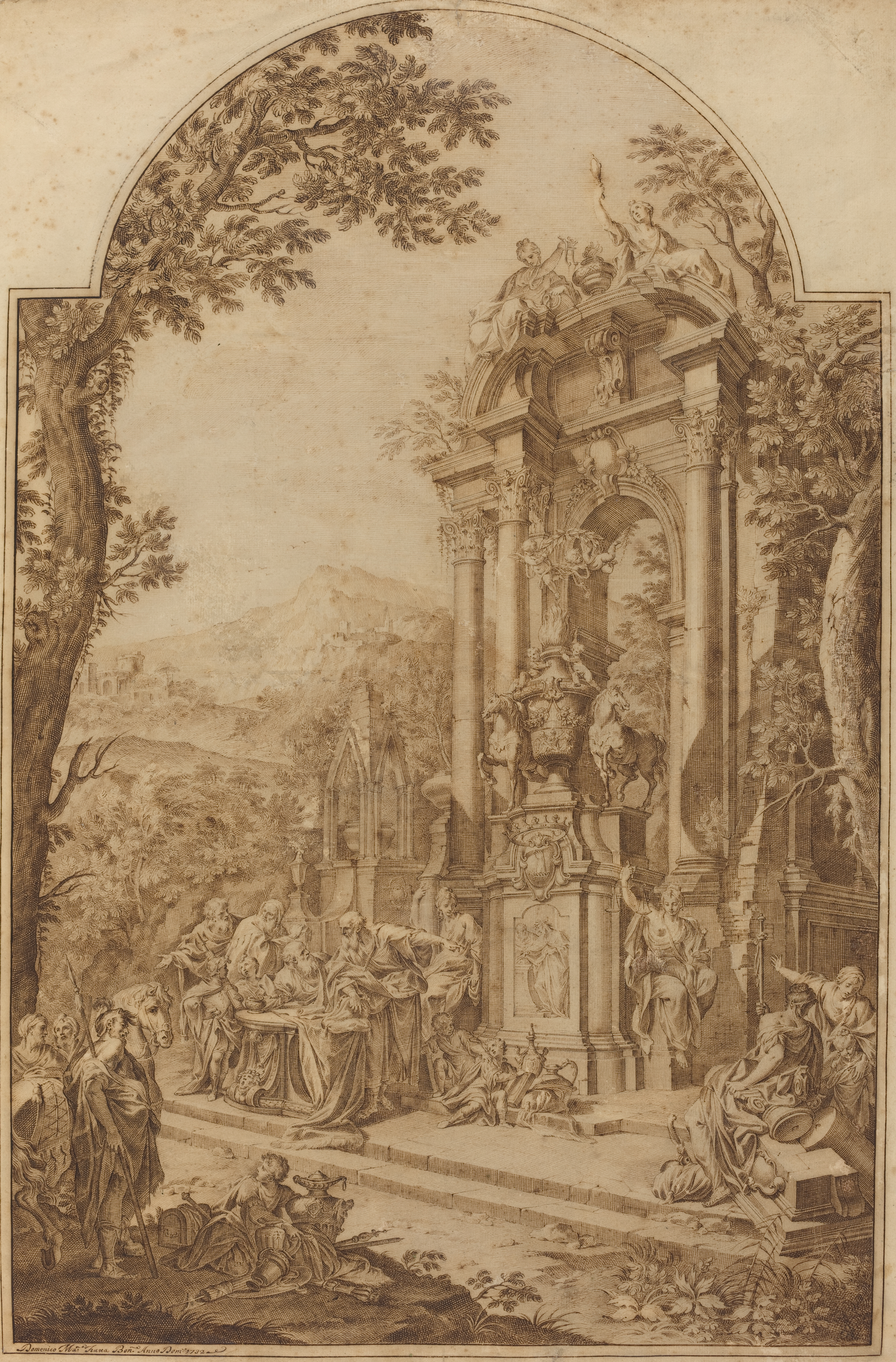
Monument for William Chancellor Cowper (1732)

- Biblioteca Nacional de España: XX5616435
- Bibliothèque nationale de France: cb14974205z (data)
- Stuttgart Database of Scientific Illustrators 1450–1950: 1741
- Gemeinsame Normdatei: 119510731
- International Standard Name Identifier: 0000 0001 2129 2039
- Library of Congress Control Number: n96007600
- RKD-Nederlands Instituut voor Kunstgeschiedenis: 29261
- Istituto Centrale per il Catalogo Unico: VEAV035038
- Système universitaire de documentation: 147942594
- Union List of Artist Names: 500004137
- Virtual International Authority File: 39651101
- WorldCat: E39PBJmHJVKHQvDbd8fM37F9Xd